# Arminia Bielefeld
DSC Arminia Bielefeld este un club de fotbal din Bielefeld, Germania, care evoluează în 3. Liga. Pe lângă fotbal, clubul Arminia are secții de hochei pe iarbă, patinaj artistic și biliard.
Numele clubului provine de la Arminius, fost conducător al tribului german al cheruscilor, care le-a adus romanilor în anul 9 d.Hr. una dintre cele mai mari înfrângeri în Bătălia din Pădurea Teutoburgică.